# Bélgica nos Jogos Paralímpicos de Verão de 2012
A Bélgica participou dos Jogos Paralímpicos de Verão de 2012, que aconteceram em Londres, na Grã-Bretanha.

## Desempenho

### Natação
Masculino
| Atletas          | Evento                 | Preliminares | Preliminares | Final       | Final       |
| Atletas          | Evento                 | Marca        | Posição      | Marca       | Posição     |
| ---------------- | ---------------------- | ------------ | ------------ | ----------- | ----------- |
| Yannick Vandeput | 200 metros livre - S14 | 2m07s47      | 13º          | Não avançou | Não avançou |